# Republica Croată Herțeg-Bosnia
Republica Croată Herțeg-Bosnia (în croată Hrvatska Republika Herceg-Bosna) a fost o entitate nerecunoscută din Bosnia și Herțegovina care a existat între 1991 - 1994 în timpul războiului bosniac. Tribunalul Penal Internațional pentru fosta Iugoslavie (TPI) a tras concluzia că Herțeg-Bosnia a fost înființată cu scopul de a se separa de Bosnia și Herțegovina și să se unească cu Croația. Capitala Herțeg-Bosniei a fost partea occidentală a orașului Mostar, care a încetat să mai existe în 1994, când s-a unit cu Federația Bosniei și Herțegovinei la semnarea Acordului de la Washington de către autoritățile Croației și Bosniei și Herțegovinei. Unul dintre cantoane ale Federației a fost numit „Cantonul Herțeg-Bosnia” însă acest nume a fost considerat neconstituțional de Curtea Constituțională a Federației, iar oficial este cunoscut sub numele Cantonul 10.

## Istorie

### Înființare
În octombrie 1991, satul croat Ravno din Herțegovina a fost atacat și distrus de forțele Armatei Populare Iugoslave (JNA) înainte de a se întoarce spre sud, spre asediul Dubrovnik. Acestea au fost primele victime croate în Bosnia și Herțegovina. Izetbegović nu a reacționat la atacul asupra lui Ravno. Conducerea Bosniei și Herțegovinei a arătat inițial dorința de a rămâne într-o Iugoslavie, dar mai târziu a pledat pentru o Bosnia și Herțegovina unificată.
La 12 noiembrie 1991, la o reuniune prezidată de Dario Kordić și Mate Boban, liderii locali de partid din HDZ BiH au ajuns la un acord pentru a întreprinde o politică de realizare a „un vis vechi, un stat croat comun” și au decis că proclamarea o banovina croată în Bosnia și Herțegovina ar trebui să fie „faza inițială care să conducă către soluția finală a chestiunii croate și crearea unei Croații suverane în cadrul granițelor sale etnice și istorice [...].”[ În aceeași zi, Comunitatea croată a Posavinei bosniace a fost proclamată în municipalitățile din nord-vestul Bosniei în Bosanski Brod.
La 18 noiembrie, a fost înființată Comunitatea Croată autonomă Herzeg-Bosnia (HZ-HB), care a susținut că nu are un obiectiv de secesiune și că va servi „temei juridic pentru autoadministrarea locală”. Decizia privind înființarea sa a precizat că Comunitatea va „respecta guvernul ales democratic al Republicii Bosnia și Herțegovina atâta timp cât există independența de stat a Bosniei și Herțegovinei în raport cu fosta sau cu orice altă Iugoslavie”. Boban a fost stabilit ca președinte. Unul dintre consilierii lui Boban a declarat că Herzeg-Bosnia a fost doar o măsură temporară și că întreaga zonă va fi în cele din urmă parte integrantă a Bosniei și Herțegovinei[26]. De la începuturile sale, conducerea Herzeg-Bosnia și HVO au avut relații strânse cu guvernul croat și cu armata croată (HV). La o sesiune a Consiliului Suprem de Stat al Croației, Tuđman a spus că înființarea Herzeg-Bosnia nu a fost o decizie de separare de Bosnia și Herțegovina. La 23 noiembrie, guvernul bosniac a declarat Herzeg-Bosnia ilegal.
La 27 decembrie 1991, conducerea HDZ al Croației și a HDZ BiH a avut o reuniune la Zagreb, prezidată de Tuđman. Ei au discutat despre viitorul Bosniei și Herțegovinei, diferențele lor de opinie cu privire la aceasta și despre crearea unei strategii politice croate. Stjepan Kljuić a favorizat ca croații să rămână în Bosnia și Herțegovina, în timp ce Boban a spus că, în cazul dezintegrarii Bosniei și Herțegovinei, Herțeg-Bosnia ar trebui să fie proclamată teritoriu croat independent „care va accesa statul Croației, dar numai în momentul în care Croația va avea acces. conducerea [...] ar trebui să decidă". Kordić, vicepreședintele Herzeg-Bosnia, a susținut că spiritul croaților din Herzeg-Bosnia a devenit mai puternic de la declarația sa și că croații din regiunea Travnik erau pregătiți să devină parte a statului croat „cu orice preț [.. .] orice altă opțiune ar fi considerată trădare, cu excepția delimitării clare a solului croat pe teritoriul Herzeg-Bosnia.” La aceeași întâlnire, Tuđman a spus că „din perspectiva suveranității, Bosnia-Herțegovina nu are perspective. „și a recomandat ca politica croată să fie una de „sprijin pentru suveranitatea [Bosniei și Herțegovinei] până în momentul în care nu se mai potrivește Croației.” El a bazat acest lucru pe convingerea că sârbii nu au acceptat Bosnia și Herțegovina. și că reprezentanții bosniaci nu credeau în aceasta și doreau să rămână în Iugoslavia și credeau că o astfel de politică ar evita războiul. Tuđman a declarat că „este timpul să profităm de ocazie pentru a aduna poporul croat în cele mai largi granițe posibile”.

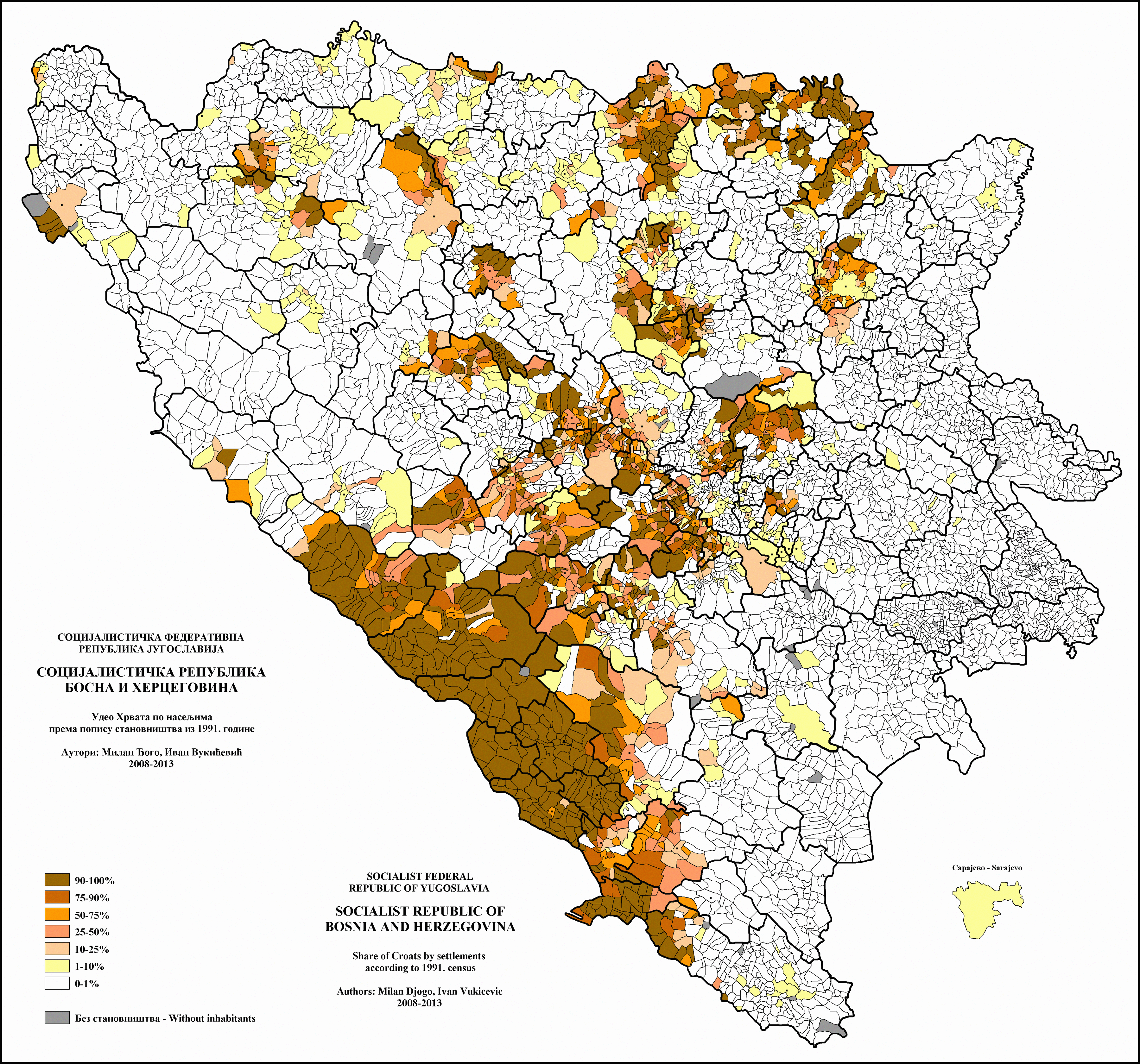

### Războiul din Bosnia
Între 29 februarie și 1 martie 1992, în SR Bosnia și Herțegovina a avut loc un referendum pentru independență.[34] Întrebarea referendumului a fost: „Sunteți în favoarea unei Bosnia-Herțegovine suverane și independente, a unui stat de cetățeni egali și națiuni de musulmani, sârbi, croați și alții care trăiesc în ea?”[35] Independența a fost puternic favorizată de bosniaci și bosniaci. Alegătorii croați bosniaci, dar referendumul a fost în mare parte boicotat de sârbii bosniaci. Prezența totală a alegătorilor a fost de 63,6%, dintre care 99,7% au votat pentru independența Bosniei și Herțegovinei.
La 8 aprilie 1992, Consiliul de Apărare al Croației (HVO) a fost format și a fost armata oficială din Herzeg-Bosnia. Un număr considerabil de bosniaci s-au alăturat HVO,, constituind între 20 și 30% din armată. Rațiunea legală pentru formarea HVO a fost văzută în legile Iugoslaviei care le-au permis cetățenilor să-și organizeze propria autoapărare atunci când guvernul lor nu putea sau nu voia să-i apere. Boban a spus că HVO a fost format pentru că „treisprezece sate croate din municipalitatea Trebinje – inclusiv Ravno – au fost distruse și guvernul bosniac nu a făcut nimic după aceea”.
La începutul războiului, s-a format o alianță croat-bosniacă, dar de-a lungul timpului s-au înregistrat defecțiuni notabile din cauza tensiunilor în creștere și a lipsei de încredere reciprocă, fiecare dintre cele două părți purtand discuții separate cu sârbii. , iar în curând au apărut plângeri din ambele părți împotriva celeilalte. Capitala desemnată a Herzeg-Bosniei, Mostar, a fost asediată de JNA și mai târziu de Armata Republicii Srpska (VRS) din aprilie 1992. La sfârșitul lunii mai, HVO a lansat o contraofensivă și, după mai bine de o lună de lupte, a reușit să suprime forțele VRS din Mostar și zona înconjurătoare.
Conducerea croată și Herzeg-Bosnia a oferit lui Izetbegović o confederație a Croației și Bosniei și Herțegovinei, dar Izetbegović a respins-o. La 3 iulie 1992, Comunitatea Croată Herzeg-Bosnia a fost declarată oficial, printr-un amendament la decizia inițială din noiembrie 1991. A adoptat dinarul croat ca monedă și croată ca limbă oficială. Avea propriul său curriculum școlar și un sistem de guvernare locală. În preambul s-a atestat:
```
„Confruntat cu agresiunea nemiloasă a Armatei Iugoslave și a cetnicilor împotriva Republicii Bosnia și Herțegovina și a 
Republicii Croația, cu numărul imens de vieți pierdute, cu suferința și durerea, cu faptul că teritoriile și bunurile vechi croate sunt râvniți, odată cu distrugerea Republicii Bosnia și Herțegovina și a organelor sale legal alese, poporul croat din Bosnia și Herțegovina, în aceste momente grele ale istoriei lor când ultima armată comunistă a Europei, unită cu cetnicii, pune în pericol. existența poporului croat și a Republicii Bosnia și Herțegovina, sunt profund conștienți de faptul că viitorul lor ține de viitorul întregului popor croat”.
```

La 21 iulie 1992, Acordul de prietenie și cooperare dintre Bosnia și Herțegovina și Croația a fost semnat de către Alija Izetbegović și Franjo Tuđman, stabilind o cooperare militară între forțele bosniace și croate.[44] Deși adesea nu a fost armonios, a avut ca rezultat stabilizarea treptată a apărării în Bosnia și Herțegovina. Armele pentru armata bosniacă au fost trimise prin Croația, în ciuda embargoului asupra armelor. La o sesiune desfășurată la 6 august, președinția bosniacă a acceptat HVO ca parte integrantă a forțelor armate bosniace.
La 14 septembrie 1992, Curtea Constituțională a Bosniei și Herțegovinei a declarat neconstituțională proclamarea orașului Herzeg-Bosnia. Comunitatea croată a Posavinei bosniace a fost unită oficial în Herzeg-Bosnia în octombrie 1992. La sfârșitul anului 1992, tensiunile dintre croați și bosniaci au crescut și la începutul lui 1993, războiul croat-bosniac a escaladat. Ciocnirile s-au răspândit în centrul Bosniei, în special în Valea Lašva. În două luni, cea mai mare parte a Bosniei centrale a fost sub controlul ARBiH.
La sfârșitul lui iulie 1993, Planul Owen-Stoltenberg a fost propus de mediatorii ONU Thorvald Stoltenberg și David Owen, care ar organiza Bosnia și Herțegovina într-o uniune de trei republici etnice. Sârbii ar primi 53% din teritoriu, bosniacii 30%, iar croații 17%. Croații au acceptat propunerea, deși au avut unele obiecții cu privire la frontierele propuse. De asemenea, sârbii au acceptat propunerea, în timp ce partea bosniacă a respins planul, cerând sârbilor teritorii din estul și vestul Bosniei și accesul la Marea Adriatică de la croați. La 28 august, în conformitate cu propunerea de pace Owen-Stoltenberg, Republica Croată Herzeg-Bosnia a fost proclamată la Grude drept „republică a croaților din Bosnia și Herțegovina”. Cu toate acestea, nu a fost recunoscut de guvernul bosniac.

### Acordurile de la Washington și Dayton
La 26 februarie 1994 au început discuțiile la Washington, D.C. între liderii guvernului bosniac și Mate Granić, ministrul croat al afacerilor externe, pentru a discuta posibilitățile unei încetări permanente a focului și a unei confederații a regiunilor bosniace și croate. Până în acel moment, cantitatea de teritoriu al Bosniei și Herțegovinei controlată de HVO a scăzut de la 20 la sută la 10 la sută. Boban și HVO au fost înlăturați de la putere, în timp ce „elementele criminale” au fost destituite din Armata Republicii Bosnia și Herțegovina (ARBiH). Sub o puternică presiune americană, la Washington s-a ajuns la un acord provizoriu asupra unei federații croato-bosniace. La 18 martie, la o ceremonie găzduită de președintele american Bill Clinton, prim-ministrul bosniac Haris Silajdžić, ministrul croat de externe Mate Granić și președintele Herzeg-Bosnia Krešimir Zubak au semnat acordul de încetare a focului. Acordul a fost semnat și de președintele bosniac Alija Izetbegović și de președintele croat Franjo Tuđman. Conform acestui acord, teritoriul combinat deținut de forțele guvernamentale croate și bosniace a fost împărțit în zece cantoane autonome. A pus capăt efectiv războiului croat-bosniac.
În noiembrie 1995, Acordul de la Dayton a fost semnat de președinții Croației, Bosniei și Herțegovinei și Serbiei, care a pus capăt războiului bosniac. Federația Bosniei și Herțegovinei (FBiH) a fost definită ca una dintre cele două entități ale Bosniei și Herțegovinei și cuprindea 51% din teritoriu. Republica Srpska (RS) cuprindea celelalte 49%. Cu toate acestea, au existat probleme cu punerea sa în aplicare din cauza interpretărilor diferite ale acordului. O Armată a Federației Bosniei și Herțegovinei urma să fie creată prin fuzionarea unităților din ARBiH și HVO, deși acest proces a fost în mare parte ineficient. Federația a fost împărțită în 10 cantoane. Croații au fost majoritari în trei dintre ei și bosniacii în cinci. Două cantoane au fost amestecate etnic, iar în municipiile care au fost împărțite în timpul războiului au rămas administrații locale paralele. În acele cantoane urma să înceapă întoarcerea refugiaților. Acordul prevedea că Herzeg-Bosnia să fie desființată în două săptămâni.
Federația a acționat doar pe hârtie și nu a reușit să funcționeze ca un guvern funcțional, în ciuda presiunii din partea Washingtonului și președinții Tuđman și Izetbegović asigurând că politicienii croați și bosniaci se vor uni în noul guvern. La 14 august 1996, sa convenit ca Herzeg-Bosnia să fie abolită oficial până la sfârșitul acelei luni. La 24 mai 1997, la Neum a fost înființată asociația Comunitatea Croată din Herzeg-Bosnia, ca principală instituție a croaților din țară.
Conform unui raport din 1999 al Inițiativei Europene de Stabilitate (ESI), structurile Herzeg-Bosnia au continuat să funcționeze și un guvern paralel a acționat pentru a extinde independența instituțiilor sale financiare. Liderii HDZ au susținut că „partea Herzeg-Bosnia nu ar putea accepta un sistem financiar comun, deoarece un astfel de sistem nu le permitea croaților bosniaci să-și finanțeze propria armată și să își urmeze propriile obligații sociale pe termen lung.”  Sistemele bugetare paralele Herzeg-Bosnia colectează venituri din cantoanele controlate de croați. Biroul de Plăți Herzeg-Bosnia controlează activitatea economică croată și există utilități publice, servicii sociale, fonduri de asigurări sociale și administrații forestiere separate. Se menține un sistem de învățământ segregat, cu un curriculum Herzeg-Bosnia și manuale din Croația. Potrivit raportului ESI, Herzeg-Bosnia a continuat să primească sprijin financiar din partea Croației, în special din partea Ministerului Apărării. Sistemele de pensii și educație și salariile politicienilor și ofițerilor militari croați sunt subvenționate de guvernul croat. Un raport al Organizației pentru Securitate și Cooperare în Europa (OSCE) la doi ani după încheierea războiului a concluzionat că Herzeg-Bosnia a devenit „în toate privințele, de la chestiunile militare și de securitate până la legăturile de afaceri, parte a Croației”.
```
== Referințe ==
```

1. ↑  en „ICTY - Kordic and Cerkez judgment - E. The Parties' Cases and Trial Chamber Findings”. Having considered all the evidence on this topic, the Trial Chamber rejects that given on behalf of the Defence and finds that the weight of the evidence and all the circumstances point to the conclusion that the HZ H-B was founded with the intention that it should secede from Bosnia and Herzegovina and with a view to unification with Croatia.
2. ↑  bs „Ustavni sud Federacije Bosne i Hercegovine”. Arhivat din original la 19 aprilie 2008. Accesat în 6 august 2009.

## Vezi și
- Consiliul Croat de Apărare, formațiunea militară oficială a Republicii Croația Herzeg-Bosnia